# 大月駅
大月駅（おおつきえき）は、山梨県大月市大月一丁目にある、東日本旅客鉄道（JR東日本）・富士山麓電気鉄道の駅である。
JR東日本の中央本線と、富士山麓電気鉄道の富士急行線（大月線）が乗り入れており、富士急行線は当駅を起点としている。また、両路線を直通する列車はJRのホームに発着する。駅番号はJR東日本がJC 32、富士山麓電気鉄道がFJ01。

## 歴史

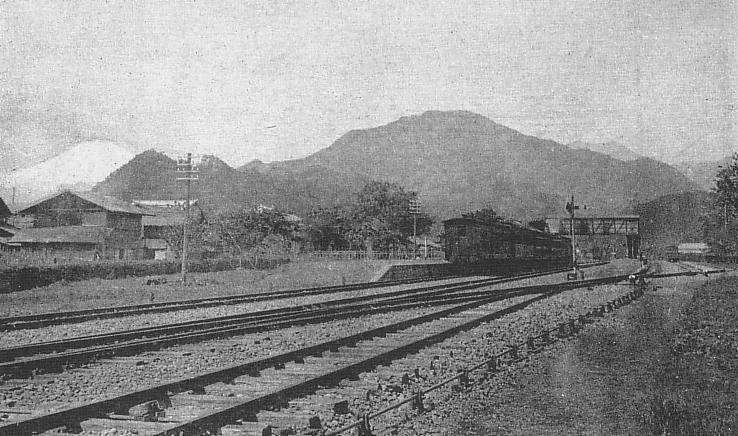
大正期の大月駅

- 1902年（明治35年）10月1日：官設鉄道中央本線 鳥沢 - 当駅間開通と同時に開業[2][3]。旅客および貨物の取り扱いを開始[3]。
- 1903年（明治36年）1月17日：駅前に富士馬車鉄道（のちの富士電気軌道）が乗り入れ。
- 1928年（昭和3年）1月1日：富士電気軌道が大月 - 富士吉田間を富士山麓電気鉄道（現・富士急行）に譲渡。
- 1929年（昭和4年）6月19日：富士山麓電気鉄道当駅 - 富士吉田間開通。旧・富士電気軌道の当駅 - 富士吉田間が廃止。
- 1984年（昭和59年）2月1日：国鉄の貨物の取り扱いを廃止[3]。
- 1986年（昭和61年）
  - 10月14日：昭和天皇、香淳皇后が乗車したお召し列車が大月駅 - 原宿駅間で運転（第41回国民体育大会への行幸啓の帰路）[4]。
  - 11月1日：中央線快速電車の一部列車が当駅まで運転区間を延長。（新聞紙を除く）荷物の扱いを廃止[3]。
- 1987年（昭和62年）4月1日：国鉄分割民営化により、中央本線は東日本旅客鉄道（JR東日本）の所属となる[3][5]。
- 1990年（平成2年）3月10日：中央線快速電車の一部列車が当駅から富士急行線に乗り入れ開始。
- 1997年（平成9年）
  - 9月：JR東日本の駅が「関東の駅百選」に選定される[6]。選定理由は「丸太を組み合わせ、周辺の山々の中にとけ込んでいる駅」[6]。なお、富士急行の駅は選定対象外[6]。
  - 10月12日：大月駅列車衝突事故が発生[5]。
- 1999年（平成11年）4月8日：天皇・皇后およびルクセンブルク大公の山梨県訪問に伴う1号御料車編成のお召し列車が、当駅から原宿駅間に運転される。EF58 61を牽引[7]。
- 2001年（平成13年）11月18日：JR東日本でICカード「Suica」の利用が可能となる。
- 2002年（平成14年）10月1日：開業100周年。大月駅・猿橋駅の開業100周年イベントを開催。立川・大月間に展望形電車「四季彩」を使用した「快速大月駅開業100周年号」を運転。
- 2012年（平成24年）6月15日：大月駅周辺整備事業による大月駅前広場が供用を開始[8]。
- 2015年（平成27年）
  - 3月14日：富士急行でICカード「Suica」の利用が可能となる[報道 1]。
  - 3月17日：JR東日本のホームにエレベーターが設置される[報道 2]。
- 2020年（令和2年）3月31日：JR東日本⇔富士急行の乗換改札口に自動改札機を導入[報道 3]。
- 2022年（令和4年）4月1日：富士急行の鉄道事業分割に伴い、富士急行線は富士山麓電気鉄道の所属となる[報道 4]。

## 駅構造

### JR東日本
単式ホーム1面1線と島式ホーム1面2線、合わせて2面3線のホームを有する地上駅である。互いのホームは跨線橋（エレベーター併設）で連絡している。駅舎は丸太造りの平屋建て、山小屋風の建築物で1928年（昭和3年）11月に完成したものである。関東の駅百選に選ばれている。一部の特急「あずさ」が停車するため、ホームの有効長は12両編成分ある。
直営駅（駅長配置）であり、管理駅として上野原駅 - 笹子駅間の各駅を管理している。また、大月営業統括センター所在駅であり、上野原駅 - 山梨市駅を統括している。駅舎内にはみどりの窓口、自動券売機（指定席券売機も含む）、自動改札機が設置されている。なお、2008年（平成20年）7月19日に4番線・5番線ホームの階段を東京側に降りたところに新しく自由席特急券売機が設置された。しかし現在は、中央線特急列車が全車指定席になったことに伴い、指定席券売機が設置されている。
東京駅からの快速電車は、JR線内としては当駅が運行の終端となり朝夕を中心に運行されているが、2024年（令和6年）3月ダイヤ改正では当駅終着・始発の快速電車が日中の時間帯に増発された。また、朝の上りと夜の下りの計2往復は当駅で下り方4両を切り離し、富士急行線河口湖駅まで直通するものもあり、上り方8両は当駅止まりで折り返し高尾行きの列車となる。JR - 富士急行線直通列車は、JR線ホームを発着する。富士急行線連絡改札口が存在し、自動改札機が設置されている。ただし、富士急行線連絡口ではJR線の乗越精算はできない。

#### のりば
| 番線 | 事業者           | 路線        | 方向 | 行先                                        | 備考               |
| ---- | ---------------- | ----------- | ---- | ------------------------------------------- | ------------------ |
| 3    | JR東日本         | 中央本線    | 下り | 甲府・小淵沢・松本方面                      | 一部列車は4番線    |
| 4    | 富士山麓電気鉄道 | ■富士急行線 | -    | 河口湖方面 （JR中央本線新宿方面からの直通） | 一部列車は3番線    |
| 4    | JR東日本         | 中央本線    | 上り | 高尾・八王子・立川・新宿方面                | 一部列車は3番線    |
| 5    | JR東日本         | 中央本線    | 上り | 高尾・八王子・立川・新宿方面                | 一部列車は3・4番線 |

- 夜間滞泊が設定されている。また5番線に側線が数本ある。
- 日中時間帯の一部は当駅で系統分離となるため、3番線に上り東京方面の列車が、4番線に甲府方面への折り返し列車が発着することがある。その場合、こ線橋を利用して乗り換える必要がある。

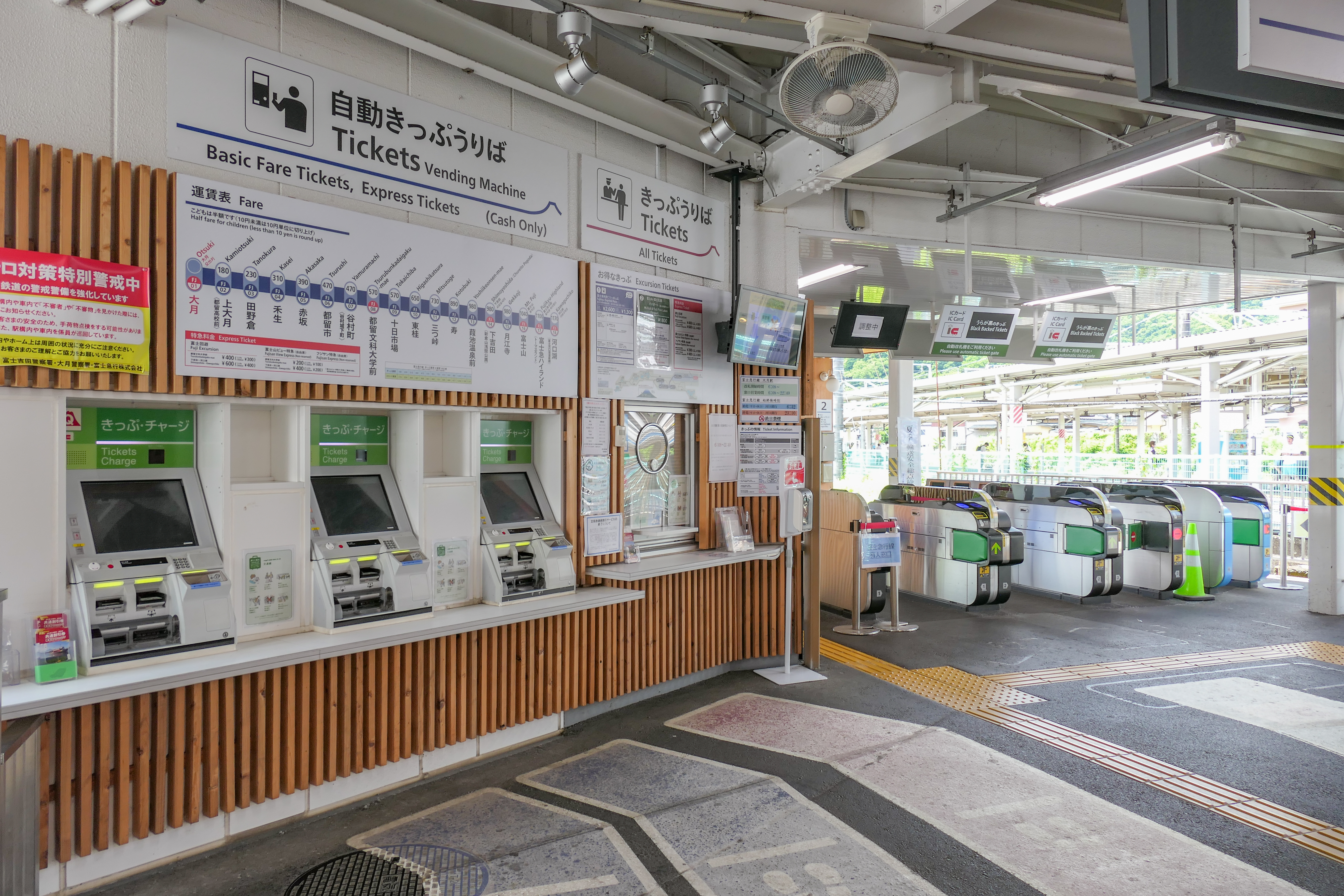
富士急行線連絡改札口（2022年7月）
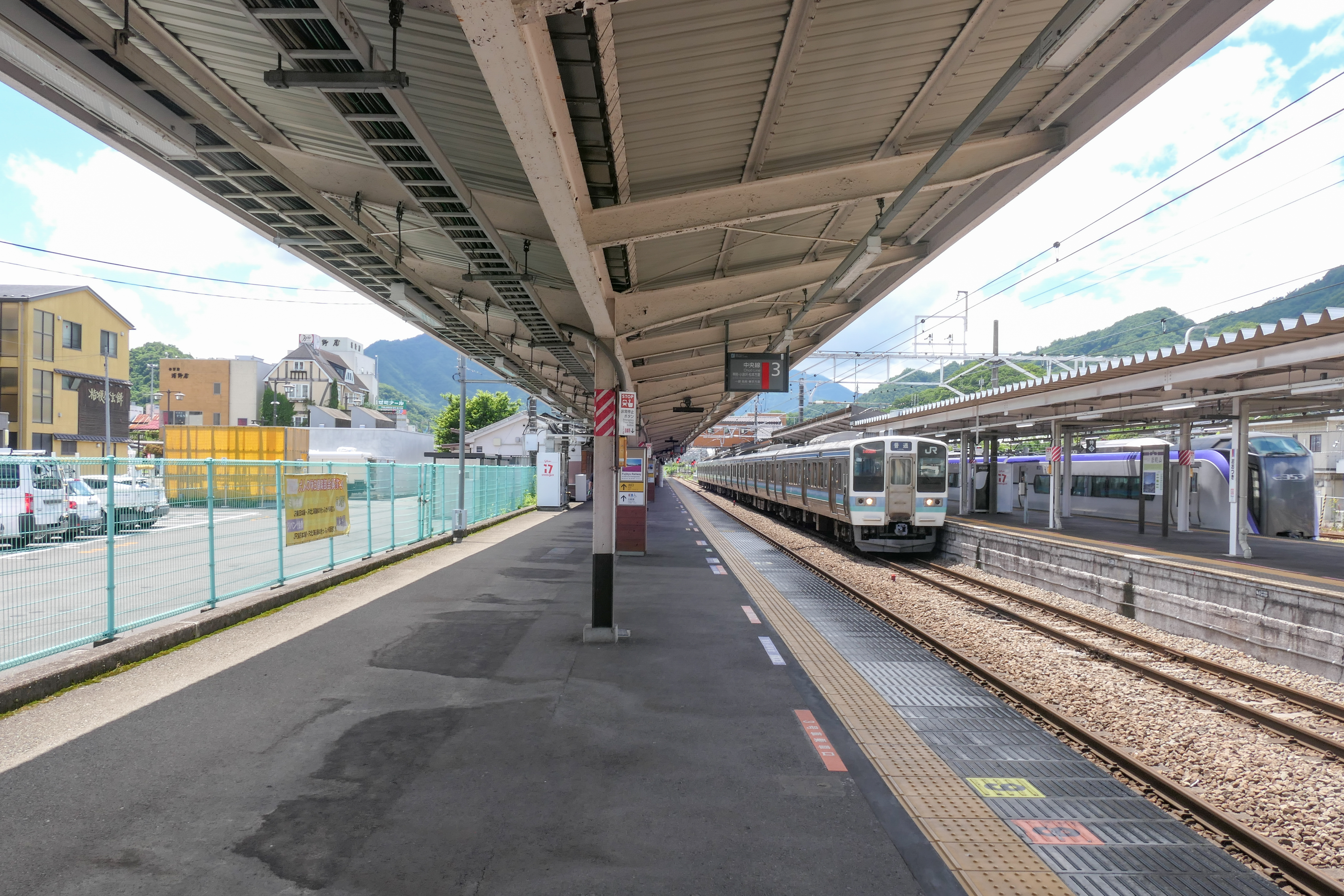
3番線ホーム（2022年7月）
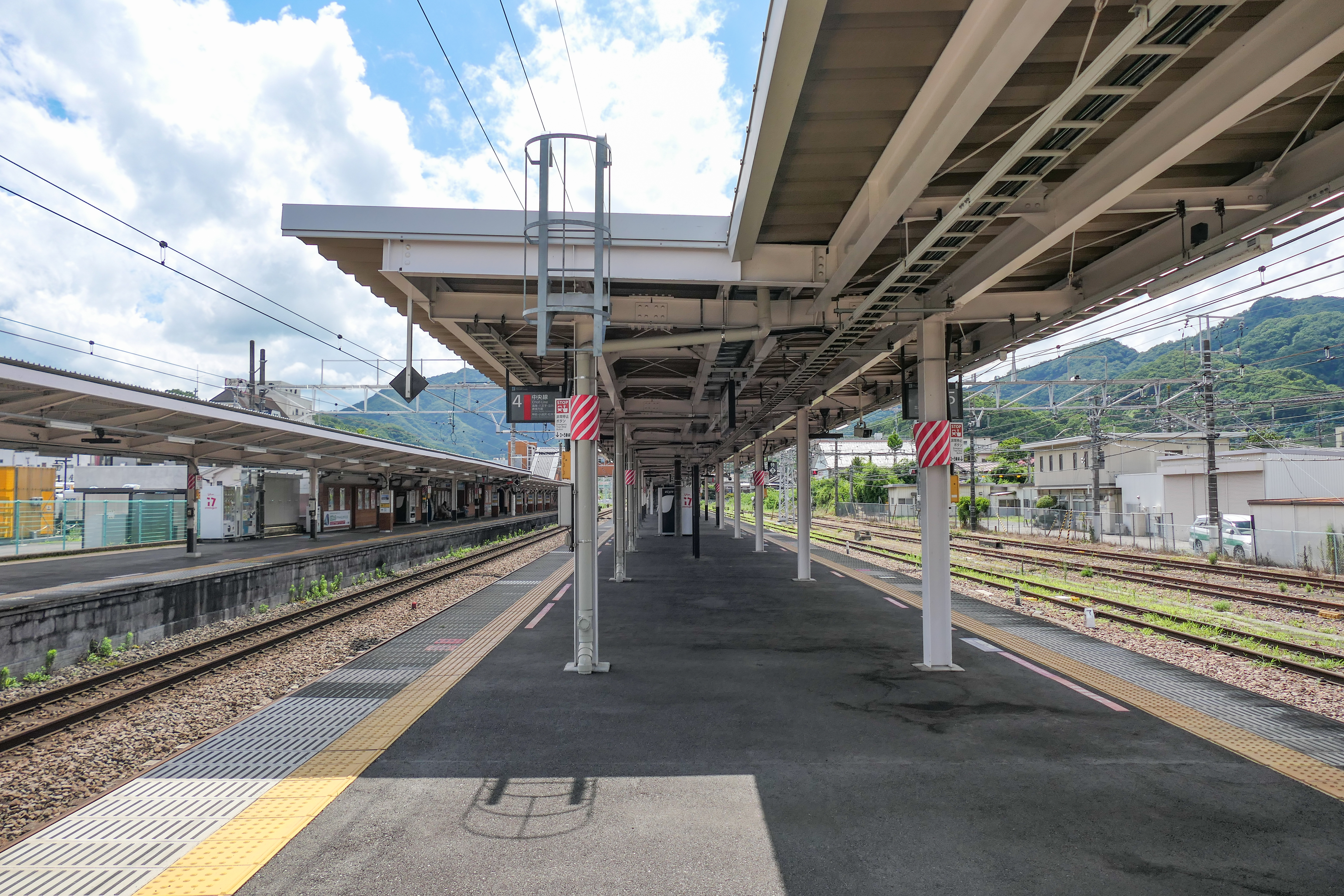
4・5番線ホーム（2022年7月）
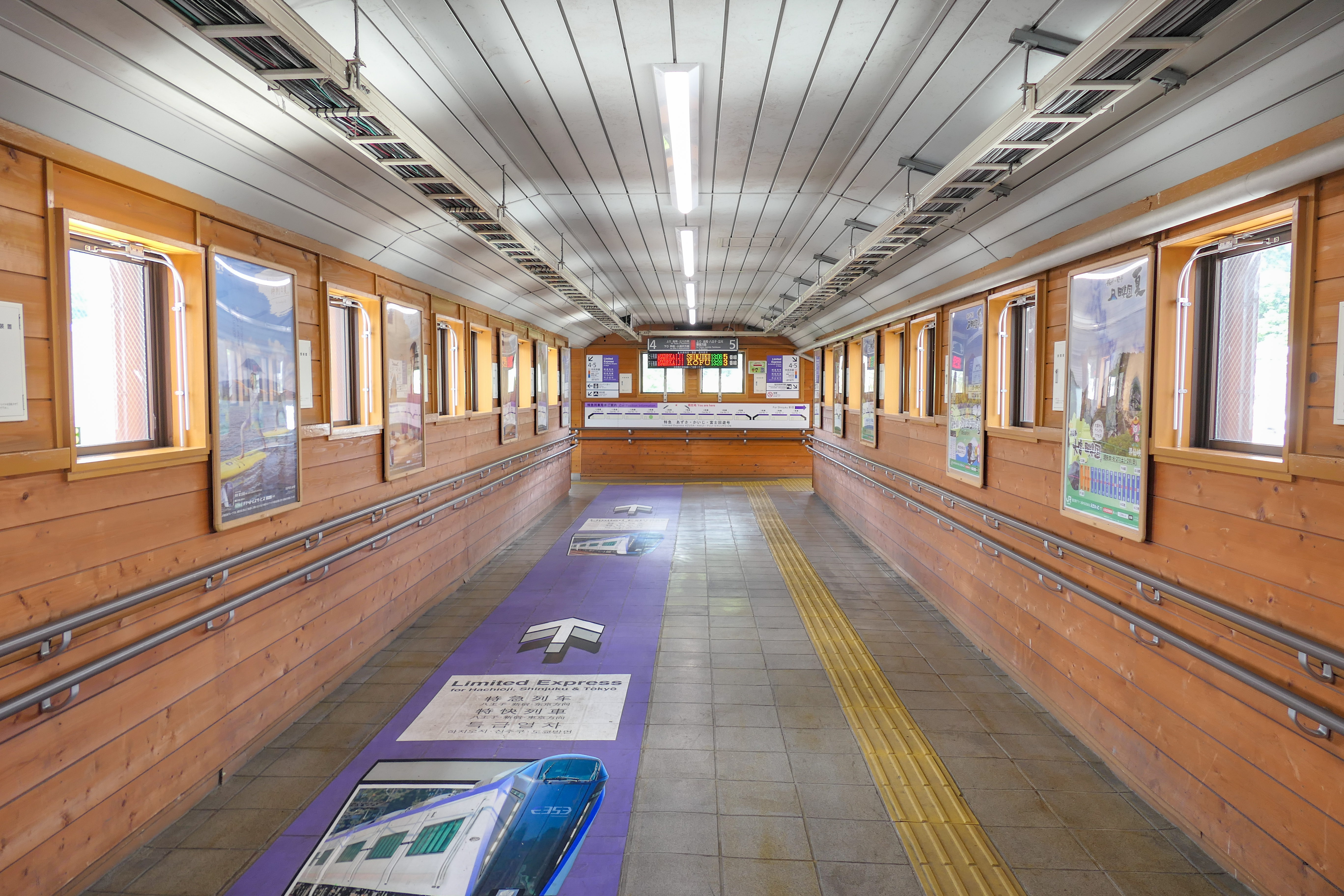
跨線橋（2022年7月）

### 富士山麓電気鉄道
JRの単式ホームの西側から延びる島式ホーム1面2線を有する地上駅である。自動券売機も設けられている。このホームは「人」の字のような形である。JR線との間の空地はかつて貨物列車用の側線があった場所で、現在は駐車場として利用されている。駅舎はJRの単式ホームから富士急行線ホームが分かれる付け根に設けられており、JRとの連絡改札口があり、それに付随して自動券売機も設置されている。連絡改札口の窓口は、特急などの予約済み整理券引き換え窓口を兼ねており、土休日午前中などはJR改札内から行列ができることもある。
富士急行線でICカードを導入していなかった当時は、連絡改札口にJR入出場用の簡易Suica改札機があるのみであったが、Suica導入後は富士急行線の入出場に対応した簡易Suica改札機に更新されたのち、2020年（令和2年）3月31日より自動改札機に置き換えられた。単独の駅出入口にはSuica導入以来、簡易Suica改札機を設置している。
発車メロディに文部省唱歌「ふじの山」が使用されている。

#### のりば
| 番線 | 事業者           | 路線        | 行先       | 備考                          |
| ---- | ---------------- | ----------- | ---------- | ----------------------------- |
| 1    | 富士山麓電気鉄道 | ■富士急行線 | 河口湖方面 | 中央本線からの直通列車は4番線 |
| 2    | 富士山麓電気鉄道 | ■富士急行線 | 河口湖方面 | 中央本線からの直通列車は4番線 |

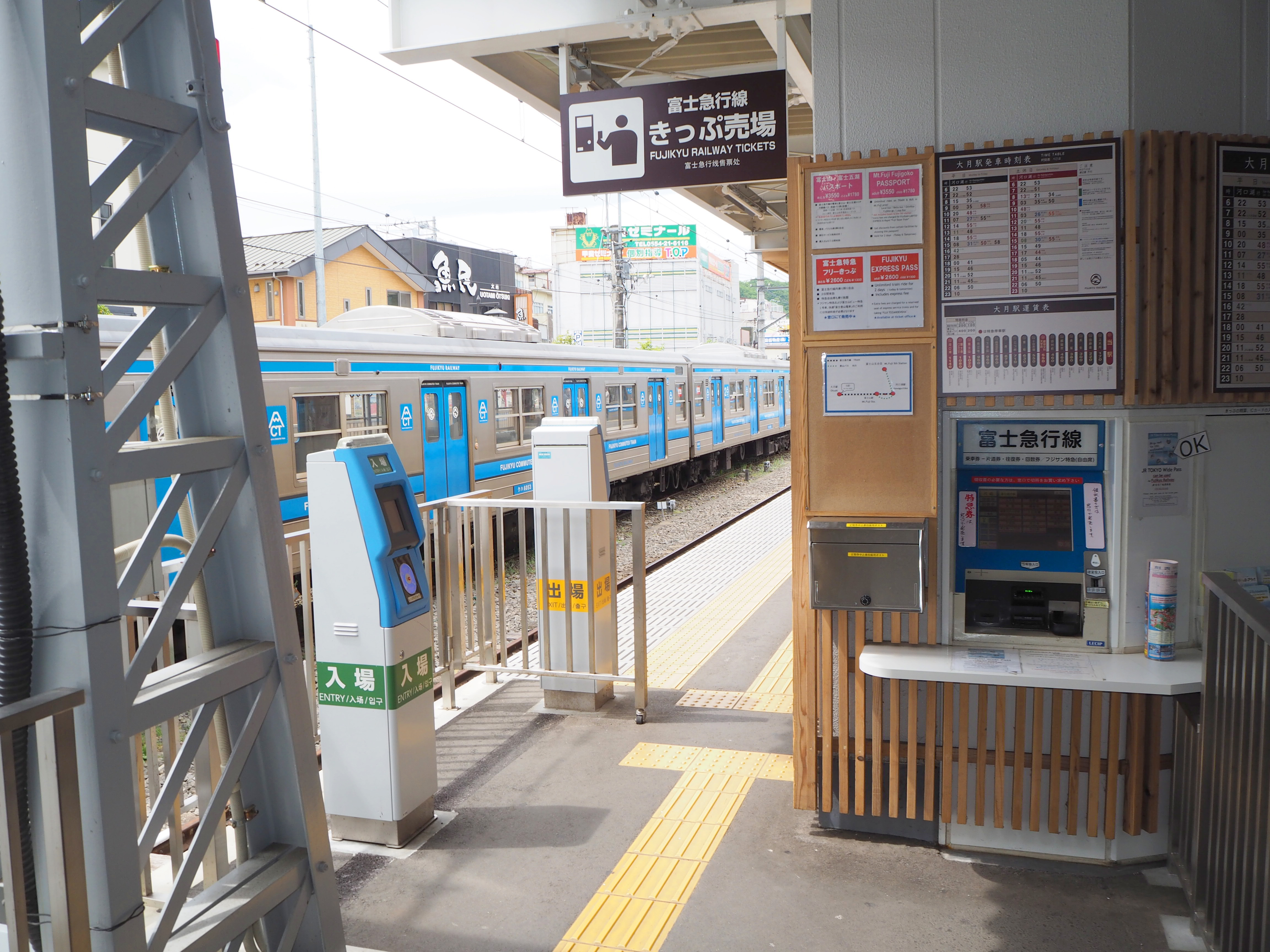
改札口（2016年5月）
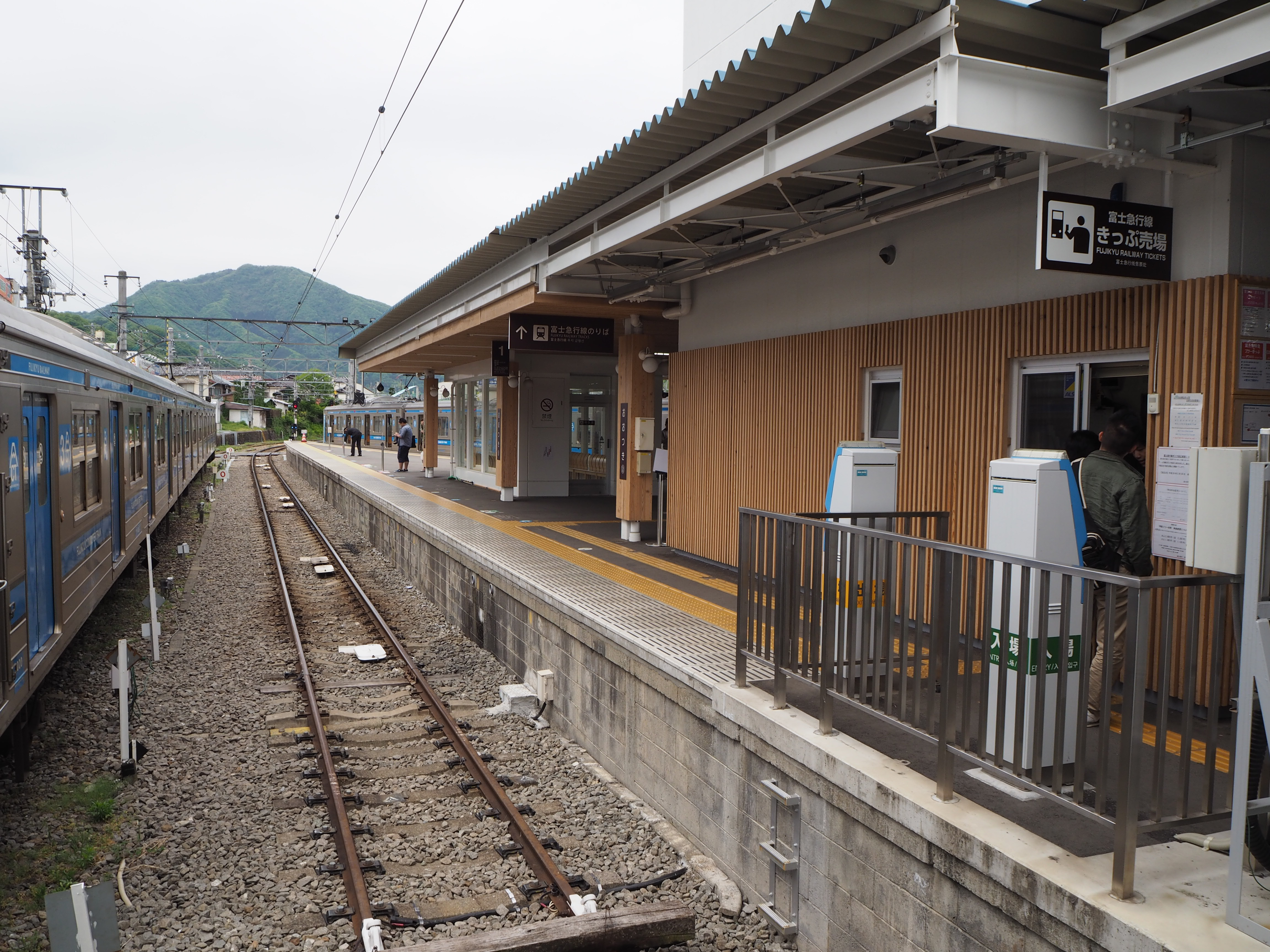
ホーム（2016年5月）
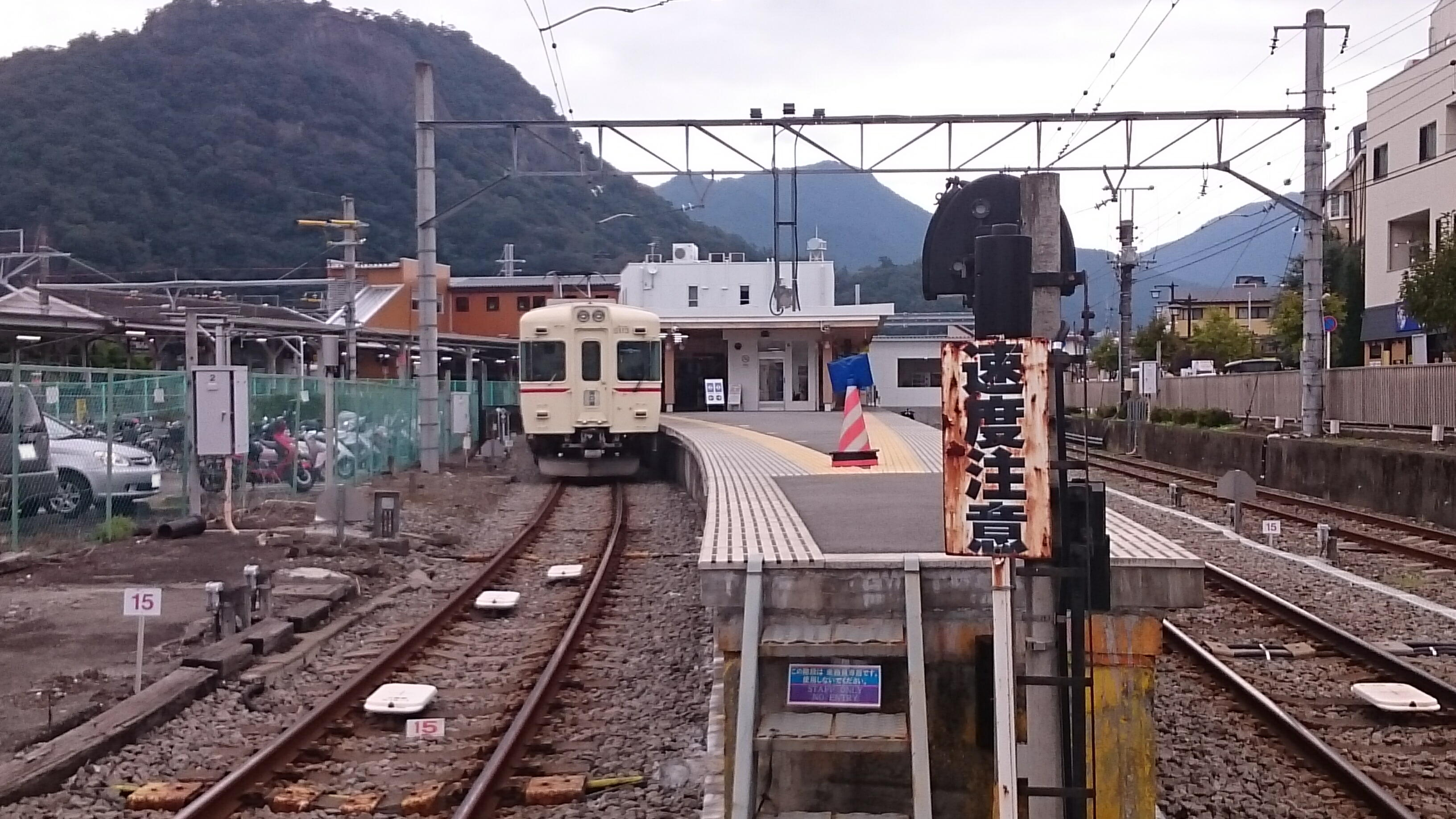
ホーム（上大月駅側より、2016年10月）
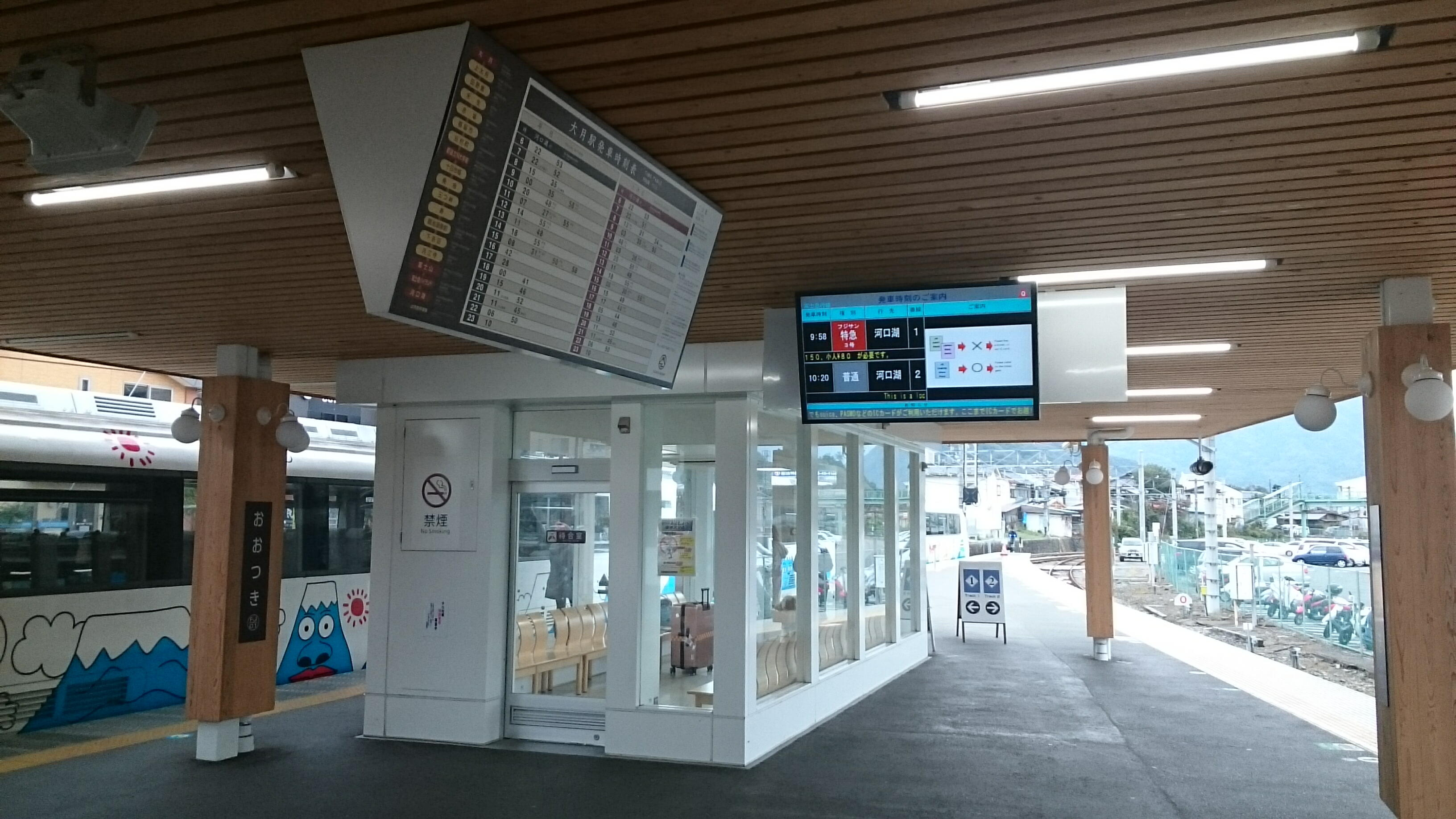
待合室（2016年10月）
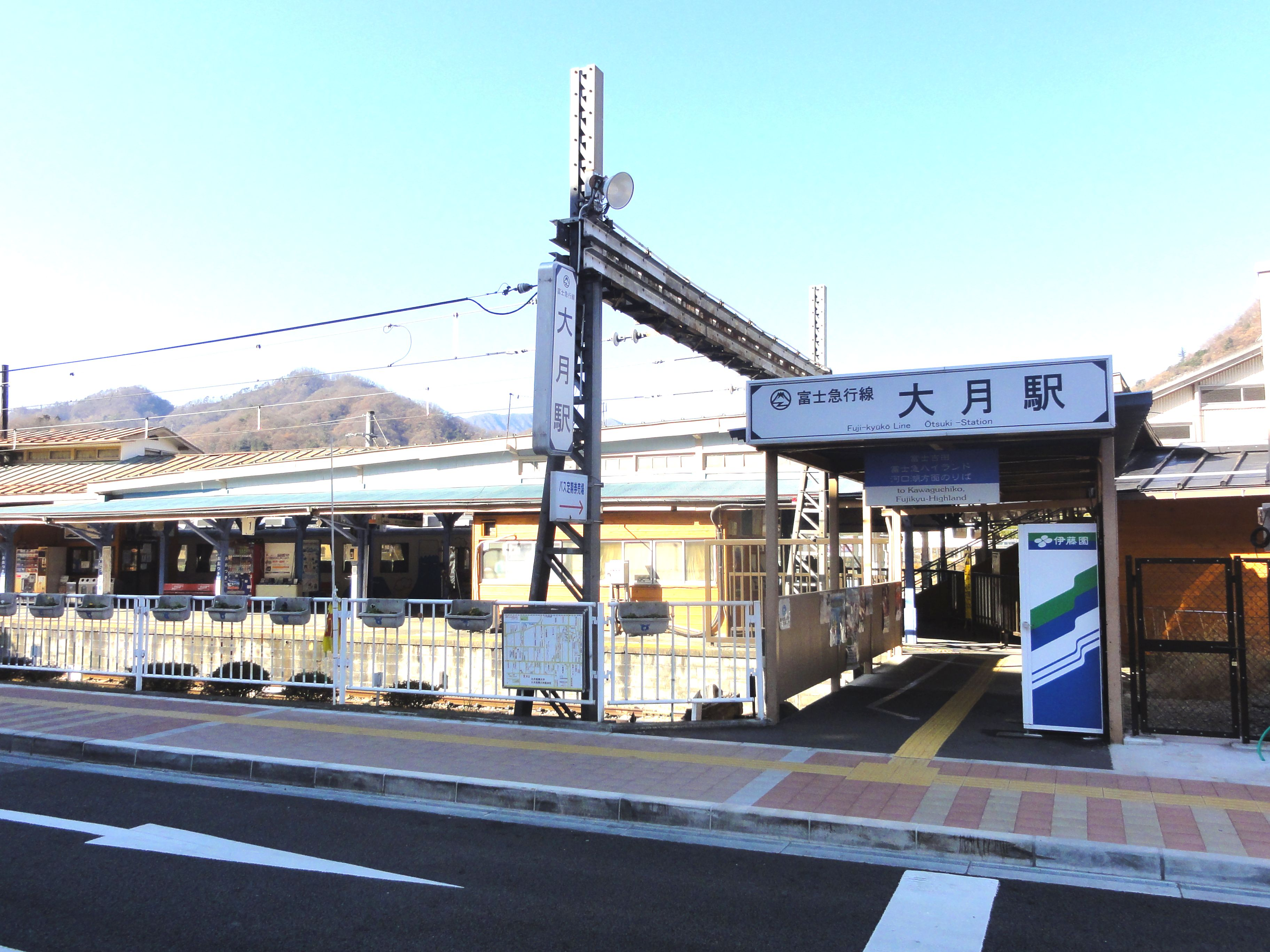
改装前の出入口（2012年12月）

### 大月駅周辺整備事業
駅舎の改築を含めた周辺整備事業が2007年度（平成19年度）より開始された。以前から整備構想は持ち上がっていたが、市の財政難などにより頓挫していた。今回は国のまちづくり交付金を得て事業が行われた。橋上駅舎化、南北自由通路の設置、北口の新設、南口の拡張などが行われる予定であったが、財政上の観点から市全体の事業の優先順位が見直された結果、南北自由通路や橋上駅舎などの事業が一時凍結、最終的に執行が停止された。南口駅前広場の整備については、山梨県が同時に実施している県道大月停車場線の拡幅事業と一体的に整備が進み、2012年（平成24年）6月15日に大月駅前広場が供用を開始、同年8月4日に竣工式が行われた。

## 利用状況

### JR東日本
2023年度（令和5年度）の1日平均乗車人員は5,155人である。
2000年度（平成12年度）以降の推移は以下のとおりである。
| 1日平均乗車人員推移（JR東日本） | 1日平均乗車人員推移（JR東日本） | 1日平均乗車人員推移（JR東日本） | 1日平均乗車人員推移（JR東日本） | 1日平均乗車人員推移（JR東日本） |
| 年度                            | 定期外                          | 定期                            | 合計                            | 出典                            |
| ------------------------------- | ------------------------------- | ------------------------------- | ------------------------------- | ------------------------------- |
| 2000年（平成12年）              |                                 |                                 | 5,825                           | [ JR 2 ]                        |
| 2001年（平成13年）              |                                 |                                 | 5,744                           | [ JR 3 ]                        |
| 2002年（平成14年）              |                                 |                                 | 5,731                           | [ JR 4 ]                        |
| 2003年（平成15年）              |                                 |                                 | 5,520                           | [ JR 5 ]                        |
| 2004年（平成16年）              |                                 |                                 | 5,472                           | [ JR 6 ]                        |
| 2005年（平成17年）              |                                 |                                 | 5,378                           | [ JR 7 ]                        |
| 2006年（平成18年）              |                                 |                                 | 5,420                           | [ JR 8 ]                        |
| 2007年（平成19年）              |                                 |                                 | 5,385                           | [ JR 9 ]                        |
| 2008年（平成20年）              |                                 |                                 | 5,352                           | [ JR 10 ]                       |
| 2009年（平成21年）              |                                 |                                 | 5,193                           | [ JR 11 ]                       |
| 2010年（平成22年）              |                                 |                                 | 5,241                           | [ JR 12 ]                       |
| 2011年（平成23年）              |                                 |                                 | 5,153                           | [ JR 13 ]                       |
| 2012年（平成24年）              | 2,574                           | 2,844                           | 5,418                           | [ JR 14 ]                       |
| 2013年（平成25年）              | 2,703                           | 2,775                           | 5,478                           | [ JR 15 ]                       |
| 2014年（平成26年）              | 2,785                           | 2,624                           | 5,409                           | [ JR 16 ]                       |
| 2015年（平成27年）              | 2,968                           | 2,559                           | 5,528                           | [ JR 17 ]                       |
| 2016年（平成28年）              | 2,897                           | 2,520                           | 5,417                           | [ JR 18 ]                       |
| 2017年（平成29年）              | 2,885                           | 2,491                           | 5,377                           | [ JR 19 ]                       |
| 2018年（平成30年）              | 2,944                           | 2,427                           | 5,371                           | [ JR 20 ]                       |
| 2019年（令和元年）              | 2,793                           | 2,364                           | 5,158                           | [ JR 21 ]                       |
| 2020年（令和02年）              | 1,109                           | 1,686                           | 2,796                           | [ JR 22 ]                       |
| 2021年（令和03年）              | 1,548                           | 1,831                           | 3,379                           | [ JR 23 ]                       |
| 2022年（令和04年）              | 2,256                           | 1,873                           | 4,130                           | [ JR 24 ]                       |
| 2023年（令和05年）              | 3,245                           | 1,909                           | 5,155                           | [ JR 1 ]                        |

### 富士山麓電気鉄道
2023年度（令和5年度）の1日平均乗降人員は4,436人である（乗車券購入者数であり、JR直通電車の利用客は含まれない）。
2004年度（平成16年度）以降の推移は以下のとおりである。いずれも、当該年度の日数で除した値を記載する。なお、2015年（平成27年）3月の富士急行のICカード導入以降2020年（令和2年）3月の連絡改札自動改札機導入までの期間は、同社の人員にはICカード利用者を含まない。
| 乗降人員推移（富士山麓電気鉄道） | 乗降人員推移（富士山麓電気鉄道） | 乗降人員推移（富士山麓電気鉄道） |
| 年度                             | 1日平均 乗降人員                 | 出典                             |
| -------------------------------- | -------------------------------- | -------------------------------- |
| 2004年（平成16年）               | 2,542                            | [ 市 1 ]                         |
| 2005年（平成17年）               | 2,583                            | [ 市 1 ]                         |
| 2006年（平成18年）               | 2,769                            | [ 市 1 ]                         |
| 2007年（平成19年）               | 2,884                            | [ 市 1 ]                         |
| 2008年（平成20年）               | 2,929                            | [ 市 1 ]                         |
| 2009年（平成21年）               | 2,929                            | [ 市 2 ]                         |
| 2010年（平成22年）               | 2,774                            | [ 市 2 ]                         |
| 2011年（平成23年）               | 2,775                            | [ 市 2 ]                         |
| 2012年（平成24年）               | 3,763                            | [ 市 2 ]                         |
| 2013年（平成25年）               | 4,091                            | [ 市 2 ]                         |
| 2014年（平成26年）               | 4,185                            | [ 市 3 ]                         |
| 2015年（平成27年）               | 3,467                            | [ 市 3 ]                         |
| 2016年（平成28年）               | 3,417                            | [ 市 3 ]                         |
| 2017年（平成29年）               | 3,268                            | [ 市 4 ]                         |
| 2018年（平成30年）               | 3,262                            | [ 市 5 ]                         |
| 2019年（令和元年）               | 3,134                            | [ 市 6 ]                         |
| 2020年（令和02年）               | 1,745                            | [ 市 6 ]                         |
| 2021年（令和03年）               | 2,144                            | [ 市 6 ]                         |
| 2022年（令和04年）               | 2,827                            | [ 市 7 ]                         |
| 2023年（令和05年）               | 4,436                            | [ 市 8 ]                         |

## 駅周辺

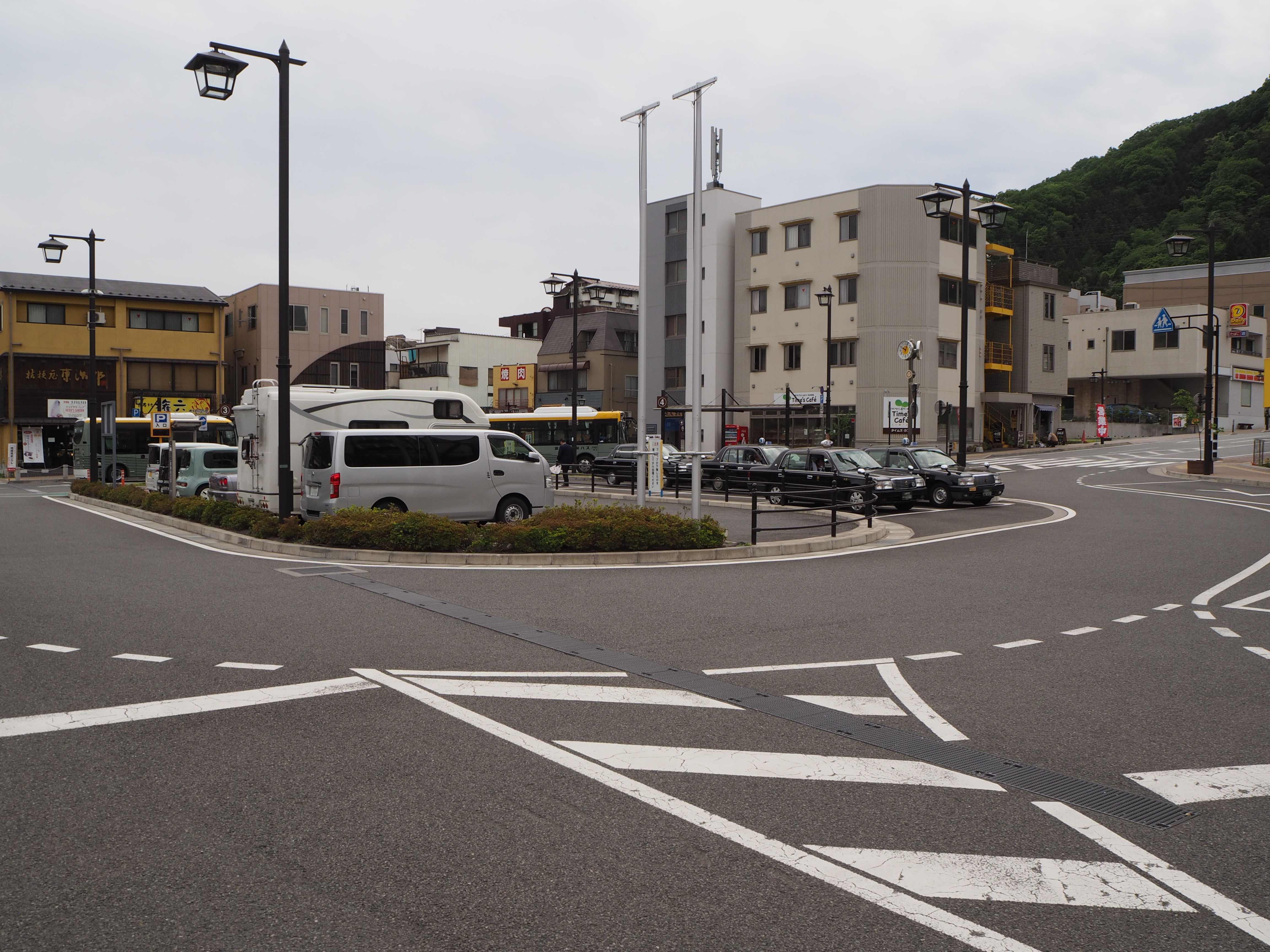
駅前広場（2016年5月）

- 大月市役所
- 大月市立図書館
- 大月市民会館
- 大月市合同庁舎
- 大月郵便局
- 大月短期大学
- 大月短期大学附属高等学校
- 山梨県立都留高等学校
- 国道20号（甲州街道）
- イオン（旧：忠実屋→ダイエー）大月店
- 山梨中央銀行 大月支店
- 山梨信用金庫 大月支店
- 都留信用組合 大月支店
- 大月市立中央病院
- 桔梗屋 大月店
- 香雪閣 濱野屋
- 大月市観光案内所
- 東横イン富士山大月駅

## バス路線
駅前広場にある「大月駅」停留所より、富士急バス大月営業所が運行する路線バスが発着している。路線バスののりばは西方面と東方面に向かうバスで分けられている。この他に路線バスの降車用バス停や送迎バスの乗降場もある。
| のりば | 運行事業者 | 路線・行先 | 備考 |
| ------ | ---------- | --- | --- |
| 2      | 富士急バス | - 新田線：新田 - 桑西線：ハマイバ前／上真木 - 大月中央病院前 - 西奥山線：西奥山 - 日影線・循環線：大月東中前 - 都留大月線：都留市駅 - 県立リニア見学センター線：県立リニア見学センター                                       | - 「日影線」「循環線」は平日のみ運行 - 「県立リニア見学センター線」は県立リニア見学センター休館日は運休 |
| 4      | 富士急バス | - 日影線・循環線：日影／大月駅 - 竹の向線・上和田線・浅川線・奈良子線：大月東中前／大月駅／小菅の湯 ／竹の向／上和田／浅川 - 新倉線・山谷線：山谷／猿橋 - 藤崎線・桂台線：藤崎 - 朝日小沢線：朝日小沢上 - 宮谷線：堀江製作所 | - 大月東中前行き、大月駅行きは平日のみ運行 - 「新倉線」「山谷線」は平日1本のみ運行                      |

## その他
中央線内の休日おでかけパスのフリーエリアは当駅までである。かつてのホリデー・パスのフリーエリアと同一である。

## 隣の駅
東日本旅客鉄道（JR東日本）
 中央本線
- 特急「あずさ」「かいじ」「富士回遊」停車駅（「あずさ」は朝夜のみ停車）

■通勤特快（上りのみ運転）
猿橋駅 (JC 31) ← 大月駅 (JC 32)
■中央特快・■通勤快速（下りのみ運転）・■快速（以上はいずれも富士急行線内は普通として運転）
猿橋駅 (JC 31)  - 大月駅 (JC 32) - （富士急行線 河口湖方面）
■普通
猿橋駅 (JC 31) - 大月駅 (JC 32) - 初狩駅 (CO 33)
富士山麓電気鉄道
■富士急行線
- ■特急「富士回遊」停車駅
- ■特急「フジサン特急」「富士山ビュー特急」発着駅

■普通（JR中央本線内で中央特快・通勤快速・快速となる列車を含む）
大月駅 (FJ01) - 上大月駅 (FJ02)

### 記事本文